# Сюзюм (станция)
Сюзюм — железнодорожная станция Куйбышевской железной дороги, расположенная в Кузнецком районе Пензенской области, на линии Пенза — Сызрань. На станции останавливается 4 пары электропоездов Кузнецк — Пенза и Кузнецк — Саранск (4 по выходным, 3 по понедельникам и 2 по остальным дням).
Открылась в 1874 году как полустанок, а затем станция Сызрано-Вяземской железной дороги. В 1964 году электрифицирована постоянным током 3 кВ.

## Деятельность
На станции осуществляются:
- Продажа билетов на все пассажирские поезда. Приём и выдача багажа не производятся;
- приём и выдача повагонных отправок грузов, допускаемых к хранению на открытых площадках станций;
- приём и выдача грузов повагонными и мелкими отправками, загружаемых целыми вагонами, только на подъездных путях и местах необщего пользования;
- приём и выдача повагонных отправок грузов, требующих хранений в скрытых складах станций[5].

На станции делают остановки пригородные электропоезда, идущие на Кузнецк и Пензу.